# Distretto di Inharrime
Il distretto di Inharrime è un distretto del Mozambico, facente parte della Provincia di Inhambane.

## Suddivisioni amministrative
Il distretto è suddiviso in due sottodistretti amministrativi (posti amministrativi):
- Inharrime
- Mocumbi